# Wojna imperiów
Wojna imperiów (chiń. upr. 天将雄师; pinyin Tiān jiāng xióngshī, ang. Dragon Blade) – chińsko–hongkoński film akcji w reżyserii Daniela Lee, którego premiera odbyła się 18 lutego 2015 roku.
Najdroższy chińskojęzyczny film, którego budżet wyniósł 65 000 000 dolarów amerykańskich.

## Fabuła
Chińska armia i legendarny zaginiony rzymski legion wspólnie bronią granicy przed generałem, który chce przejąć kontrolę nad Jedwabnym szlakiem.

## Obsada
Źródło: Filmweb

- John Cusack – Lucius
- Adrien Brody – Tiberius
- Lin Peng – Moon
- Jackie Chan – Huo An
- Benny Urquidez
- Paul Philip Clark – generał Doramis
- Choi Siwon – syn Huo An
- Philippe Joly – Paullus, zastępca Luciusa
- Lorie – królowa Partów
- Harry Oram  – generał Statius
- Alfred Hsing – żołnierz Hana
- Tomer Oz – Huo An Shou Xia
- Joel Adrian – generał Sertor
- Sharni Vinson – królowa
- Raiden Integra – rzymski żołnierz
- Temur Mamisashvili – rzymski żołnierz
- Murray Clive Walker – Patrick
- Max Huang – Shou Xia
- Jai Day – zastępca Gaius
- Fatih Ugurlu – rzymski generał
- Miroslav Karel – rzymski żołnierz
- Kyle Shapiro – rzymski kapitan
- James Lee Guy – Ugene
- Will Lefebvre – rzymski żołnierz
- Vander McLeod – centurion z blizną na twarzy
- Danny Salay – rzymski generał
- Kevin Lee – rzymski żołnierz
- Kyle Andrew MacNeil – rzymski żołnierz
- Pierre Bourdaud – rzymski żołnierz
- Steve Yoo  – puma
- Dan Cameron – rzymski żołnierz
- J.J. Demiannay – rzymski żołnierz
- Kyle Cameron – rzymski żołnierz
- Yang Xiao – Kapitan
- Taili Wang – „Szczur”

## Produkcja i premiera
Od 15 kwietnia 2014 roku film był kręcony na pustyni Gobi.
Premiera filmu odbyła się 18 lutego 2015 roku na Filipinach. Dzień później odbyła się premiera w Chińskiej Republice Ludowej, a w Hongkongu premiera odbyła się 12 marca 2015 roku.

## Odbiór

### Dochód
W dniu premiery w Chińskiej Republice Ludowej film uplasował się na pierwszym miejscu wyświetlanych filmów w tym kraju oraz ustanowił nowy rekord dochodu pierwszego dnia, gdy wyniósł on 117 000 000 renminbi (18 700 000 dolarów amerykańskich). Film stanowił wówczas 25,5% wyświetlanych filmów. Tian jiang xiong shi nadal był na szczycie wyświetlanych filmów, przez weekend zarabiając kolejne 33 000 000 dolarów amerykańskich. Przez pierwszy tydzień film zarobił 451 000 000 renminbi (72 000 000 dolarów amerykańskich). Według danych z pierwszego kwartału, film zrobił 120 000 000 dolarów amerykańskich.

### Nagrody i nominacje
Źródło: Internet Movie Database
| Rok  | Miejsce               | Nagroda              | Kategoria                                                             | Nominacja                           | Wynik     |
| ---- | --------------------- | -------------------- | --------------------------------------------------------------------- | ----------------------------------- | --------- |
| 2015 | Huading Awards        | Huading Award        | Best Performance by an Actor in a Supporting Role in a Motion Picture | Adrien Brody                        | Wygrana   |
| 2015 | Huading Awards        | Huading Award        | Best Action Choreography for a Motion Picture                         | Jackie Chan                         | Wygrana   |
| 2016 | Hong Kong Film Awards | Hong Kong Film Award | Best Action Choreography                                              | Jackie Chan, Jackie Chan Stunt Team | Nominacja |